# Neuhaus-Reislingen
Neuhaus-Reislingen ist eine Ortschaft der niedersächsischen Großstadt Wolfsburg. Zu ihr gehören die Stadtteile Neuhaus und Reislingen.

## Geschichte
Die Ortschaft Neuhaus-Reislingen wurde nach einer am 1. Juli 1972 vollzogenen Kreisreform zur kommunalen Neugliederung Niedersachsens, nach Umgliederung der vorher selbständigen Gemeinden Neuhaus und Reislingen aus dem Landkreis Helmstedt in die Stadt Wolfsburg, gebildet.

## Politik

### Ortsrat
Der Ortsrat der Ortschaft Neuhaus-Reislingen setzt sich aus 11Ratsmitgliedern zusammen. Im Ortsrat befinden sich zusätzlich mehrere beratende Mitglieder, welche Mitglieder des Rates der Stadt Wolfsburg sind.
Sitzverteilung:
- SPD: 5 Sitze
- CDU: 4 Sitze
- Parteipolitisch Unabhängige Gemeinschaft (PUG): 2 Sitze

(Stand: Kommunalwahl 12. September  2021)

### Ortsbürgermeister
Der Ortsbürgermeister ist Uwe Hackländer (PUG). Sein Stellvertreter ist Uwe Bülter (CDU)